# Catedral de San Daniel (Celje)
La Catedral de San Daniel o simplemente Catedral de Celje (en esloveno: Stolna cerkev sv. Danijela) es una catedral católica dedicada al profeta Daniel en Celje, la tercera ciudad más grande en el país europeo de Eslovenia. Ha sido la sede episcopal de la diócesis de Celje desde la creación de la misma en 2006 durante el pontificado de Benedicto XVI.
Ya en el siglo XII hubo una pequeña basílica en el sitio. Esta fue reemplazada en 1306 por el actual edificio, que sirvió como la iglesia de la abadía que durante la Edad Media se puso de pie en el borde de la ciudad. En 1379 el techo abovedado del templo fue colocado. La iglesia fue alterada varias veces hasta el siglo XVI. En 1413 se añadió la capilla gótica de la Mater Dolorosa, que fue dedicada en 1420 por el obispo de Freising, Hermann von Cilli.  Aquí se encuentra una Piedad de madera tallada, que es el principal tesoro de la iglesia.

## Véase también

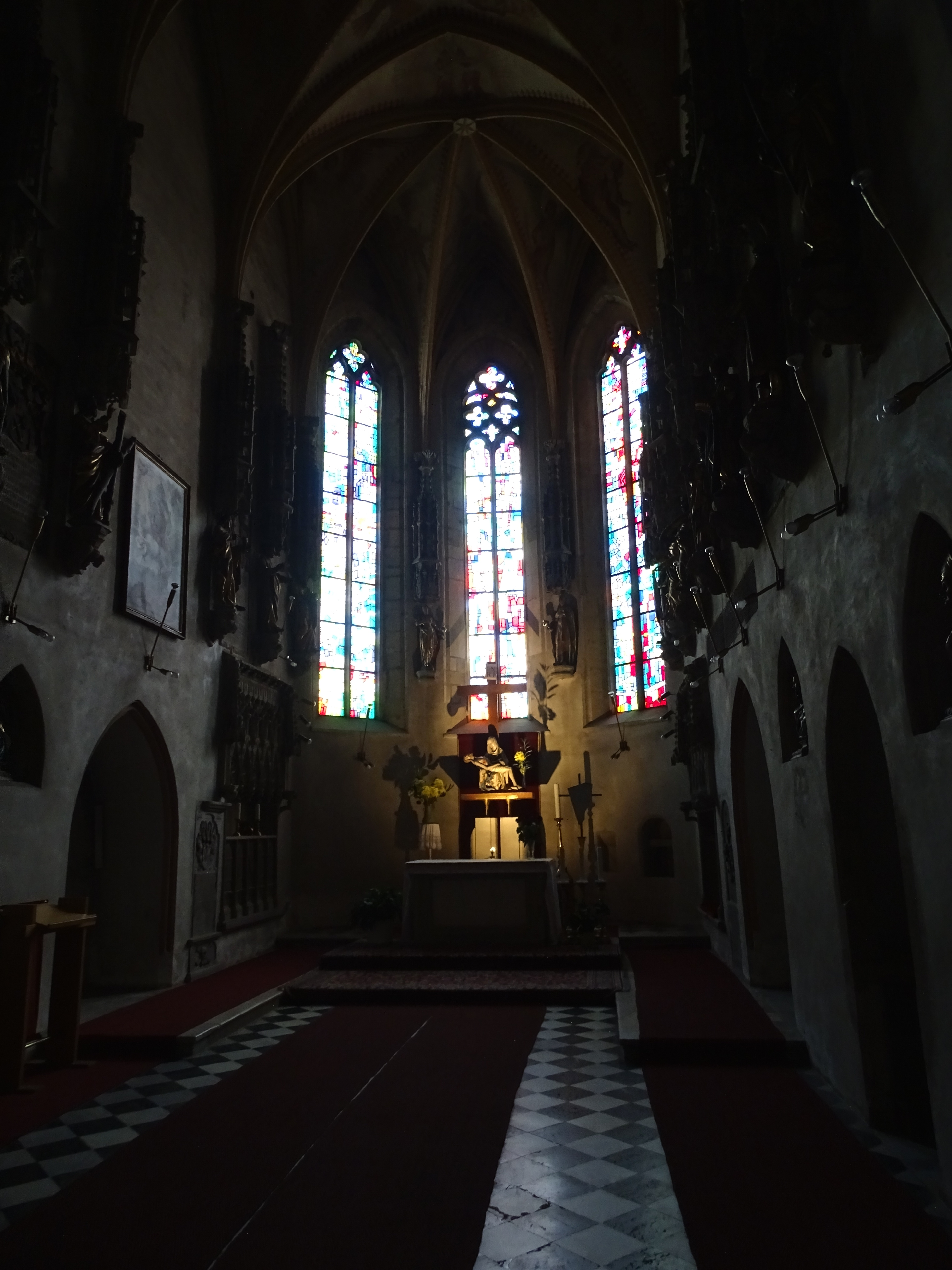
Vista interna